# ヤクルソ
ヤクルソ（イタリア語: Jacurso）は、イタリア共和国カラブリア州カタンザーロ県にある、人口約600人の基礎自治体（コムーネ）。

## 地理

### 位置・広がり

#### 隣接コムーネ
隣接するコムーネは以下の通り。括弧内のVVはヴィボ・ヴァレンツィア県所属を示す。
- コルターレ
- クリンガ
- フィラデルフィア (VV)
- マイダ
- ポリーア (VV)
- サン・ピエトロ・ア・マイダ